# マツ・カンパニー
有限会社マツ・カンパニー（英: MATSU COMPANY, LTD.）は、かつて存在した日本の芸能プロダクション・脚本家事務所。
2024年5月31日、諸般の事情によりマネージメント業務の終了を発表。同年6月3日、解散を発表した。

## 所属者

### 俳優
- 本田博太郎
- 中村映里子
- 本城丸裕

### 脚本家
- 岡田惠和
- 篠﨑絵里子
- 谷口純一郎
- 国井桂
- 前川洋一
- 吉高寿男（業務提携）

### 過去に所属していた人物
- 赤川蓮
- 木下ほうか
- 本田大輔
- 北原佐和子
- 小松みゆき
- 東真司
- 後藤法子
- 旺季志ずか